# 리처드 벤처
리처드 벤처(Richard Venture, 1923년 11월 12일 ~ 2017년 12월 19일)는 미국의 배우이다.
뉴욕에서 태어났다.

## 출연 작품

### 영화
- 시리즈 7 (2001년)
- 레드 코너 (1997년)
- 커리지 언더 파이어 (1996년)
- 트루먼 (1995년)
- 소냐(영어판) (1994년)
- 사생활(영어판) (1992년)
- 여인의 향기 (1992년) - W.R. 슬레이드 역
- 특전대 네이비 씰 (1990년)
- 시실리안 (1987년)
- 사랑의 탈출 (1986, Touch and Go)
- 승리의 전쟁 (1986년)
- 검은 독수리 (1985년)
- 의문의 실종 (1982년) - 미국 대사 역
- 남자의 진실 (1982년)
- 미인계 (1981년)
- 히로시마 원폭투하대 (1980년)
- 헌터 (1980년)
- 찬스 (1979년)
- 자동차 왕 로렌 (1978년)
- 미스터 굿바를 찾아서 (1977년)
- 에어포트 77 (1977년)
- 감마선은 금잔화에 어떤 영향을 끼쳤나? (1972년)

### 텔레비전
- 코작 (1975-77)
- 달리는 욕망 (1978)
- Knots Landing (1980)
- 가시나무새 (1983)
- 독수리 특공작전 (1985)
- 로앤오더: 범죄 전담반 (1991-2000)